# Grupa Inicjatyw Teatralnych
Grupa Inicjatyw Teatralnych – teatrokabaret, założony w 2002 roku przez trójkę ówczesnych studentów wydziału lalkarskiego PWST we Wrocławiu – Jerzego Jana Połońskiego, Beatę Sadkowską-Steczek i Marcina Trzęsowskiego. Grupa zawiesiła działalność po rozpoczęciu pracy zawodowej przez członków grupy (rok 2003), by reaktywować się w 2005 roku – już bez Marcina Trzęsowskiego.

## Spektakle
- 2002 NORIM...NO – oparty na twórczości Mirona Białoszewskiego.
- 2005 Trzyminutowe randki – według tekstów Tomasza Jachimka.

## Nagrody
- 2002 – Grand Prix Tyskich Spotkań Teatralnych za spektakl "NORIM...NO".
- 2005 – wyróżnienie, nagroda publiczności, nagroda dziennikarzy, nagroda miesięcznika "Nowy Pompon" i nagroda specjalną dla autora tekstów Tomasza Jachimka XXI Przeglądu Kabaretów PaKA za spektakl "Trzyminutowe randki".
- 2005 – wyróżnienie podczas 26 Lidzbarskich Wieczorów Humoru i Satyry w Lidzbarku Warmińskim.